# Веера Ківірінта
Веера Ківірінта (фін. Veera Kivirinta, 6 квітня 1995) — фінська плавчиня. Учасниця Чемпіонату світу з водних видів спорту 2022 року, де на дистанції 50 метрів брасом посіла в півфіналах 12-те місце і не потрапила до фіналу.